# Turon River
Turon River är ett vattendrag i Australien. Det ligger i delstaten New South Wales, i den sydöstra delen av landet, omkring 190 kilometer nordväst om delstatshuvudstaden Sydney.
I omgivningarna runt Turon River växer huvudsakligen savannskog. Trakten runt Turon River är nära nog obefolkad, med mindre än två invånare per kvadratkilometer. Genomsnittlig årsnederbörd är 837 millimeter. Den regnigaste månaden är februari, med i genomsnitt 154 mm nederbörd, och den torraste är november, med 36 mm nederbörd.